# Сесай, Мойзес
Мойзес Сесай (англ. Moses Sesay; род. 31 июля 1982) — сьерра-леонский шоссейный велогонщик.

## Карьера
В 2008 и 2011 году в рамках Африканского тура UCI стартовал на главной африканской гонке Тур дю Фасо.
Весной 2010 года выступил Играх Содружества в Нью-Дели (Индия). На них сначала не смог финишировать в групповой гонке. А три дня спустя в индивидуальной гонке финишировал 55-м, отстав от победителя Дэвида Миллара на 21,5 минуты.
В 2012 и 2013 году принял участие на чемпионате Африки. В 2013 году занял второе место чемпионом Сьерра-Леоне в групповой гонке. 
В 2014 году участвовал в Играх Содружества 2014 в Глазго (Шотландия). На них сначала занял последнее 56-е место в индивидуальной гонке, уступив более 23 минут её победителю британцу Алексу Даусетту. А затем в групповой гонке, проходившей под проливным дождём он как и большинство участников, сошёл с дистанции. Из 139 стартовавших финишировать сумели только 12 человек.
Становился победителем и призёром нескольких национальных велогонок.

## Достижения
2008
Vitality Race
2009
2-й на Bullum Challenge
2-й на Vitality Race
2011
Kamabai Cycling Tour
2012
2-й на Kamabai Cycling Tour
2013
3-й на Чемпионат Сьерра-Леоне — групповая гонка
2014
Vitality Race
2-й на Bullum Challenge